# Elaeosticta chitralica
Elaeosticta chitralica là một loài thực vật có hoa trong họ Hoa tán. Loài này được (M.Hiroe) Kljuykov, Pimenov & V.N.Tikhom. mô tả khoa học đầu tiên năm 1976.